# SC Neptunus
SC Neptunus, opgericht op 1 juni 1900, is een in Rotterdam-West gevestigde Nederlandse omnisportvereniging met een voetbal-, honkbal- en softbalafdeling. De voetbalafdeling ging in 2011 op in de nieuwe club Neptunus-Schiebroek.
Het eerste honkbalteam komt uit in de Hoofdklasse. Het eerste voetbalelftal komt uit in de Zondag Eerste Klasse van het amateurvoetbal. De leden van de club noemen zich Neptunianen.